# Ponte de Santo Antão (Bilbau)
A ponte de Santo Antão (em castelhano: puente de San Antón; em basco: San Antongo zubia) é uma ponte situada na cidade de Bilbau, a capital da província da Biscaia, no País Basco, Espanha. Liga as duas margens da ria de Bilbau e foi construída antes de 1318, junto à igreja homónima, supondo-se que é  anterior à fundação da villa em 1300. Durante vários séculos foi a única ponte da ria, o que se deve ao empenho dos bilbaínos em impedir que outra ponte arrebatasse o monopólio das comunicações entre as duas margens, que envolveu acesos e prolongados debates legais e até atos violentos.
A ponte é um dos símbolos de Bilbau e aparece no respetivo brasão. A sua importância histórico deve-se aof facto de ser um ponto de passagem obrigatório para o comércio da Biscaia com Castela, como determinado pelo priviléio outorgado por María Díaz de Haro, Senhora da Biscaia. No século XV os delinquentes eram empoçados debaixo da ponte. O empoçamento era um método de execução muito comum, que consistia em atar uma pedra ao pescoço do condenado e atirá-lo à água.
A ponte foi diversas vezes derrubada por cheias. Para por fim a este problema, cerca de 1870 o ayuntamiento (administração municipal) decidiu substituir a velha ponte por uma nova, situada à frente da igreja (a jusante), que começou a funcionar cerca de 1880, depois de ter sofrido as consequências da última guerra carlista. A nova ponte foi desenhada por Ernesto de Hoffmeyer. Em 1937 foi reedificada, depois de ter sido bombardeada durante a Guerra Civil Espanhola.